# Johan Ferner
Johan Martin Ferner, nato Johan Martin Jacobsen (Asker, 22 luglio 1927 – Oslo, 24 gennaio 2015), è stato un velista norvegese, vincitore della medaglia d'argento nella classe 6 metri a Helsinki 1952 insieme a Finn Ferner, Erik Heiberg, Tor Arneberg e Carl Mortensen.

## Biografia
Figlio del maestro sarto Ferner Jacobsen (1884–1964), fondatore di un grande magazzino a Oslo, e Ragnhild Olsen (1889–1966), Ferner era originariamente il nome di battesimo del padre e, poco dopo la sua nascita, venne adottato anche come cognome.
Dopo aver studiato in Francia all'Università di Lione e in Inghilterra alle università di Westminster e Bradford, venne assunto nell'azienda di abbigliamento del padre che alla sua morte avvenuta nel 1964 venne rilevata da Johan e dal fratello Finn.
Il nonno Johan Martin Jacobsen (1850–1907), originario di Tjøme, era un pilota marittimo, mentre il bisnonno Jacob Andreas Knudsen (1819–1868) era un fabbro.
Nel 1952, a bordo dell'imbarcazione Elisabeth X, vinse la medaglia d'argento nella classe 6 metri a Helsinki 1952 insieme a Finn Ferner, Erik Heiberg, Tor Arneberg e Carl Mortensen, venendo battuto solamente dall'equipaggio degli Stati Uniti.
Il 20 gennaio 1953 sposò l'artista Ingeborg 'Bitte' Hesselberg-Meyer, da cui divorziò tre anni dopo, il 12 gennaio 1961 convolò, tra le polemiche, nuovamente a nozze con la principessa Astrid di Norvegia, secondogenita del re Olav V di Norvegia e della principessa Marta di Svezia.
La coppia ebbe cinque figli: Cathrine (1962), Benedikte (1963), Alexander (1965), Elisabeth (1969) e Carl-Christian (1972).
Ferner morì il 24 gennaio 2015 presso l'ospedale universitario di Oslo.

## Palmarès
- Giochi olimpici

Helsinki 1952: argento nella classe 6 metri.

## Onorificenze

### Norvegesi
- : Cavaliere commendatore dell'Ordine reale norvegese di Sant'Olav
- : insignito della medaglia per il 100º anniversario della nascita di Re Haakon VII
- : insignito della Medaglia del Giubileo d'Argento di Re Olav V
- : insignito della Medaglia Commemorativa di Re Olav V
- : insignito della Medaglia del 100º Anniversario della Nascita di Re Olav V
- : insignito della Medaglia del Centenario della Casa Reale

### Straniere
- Cavaliere Grand'Ufficiale dell'Ordine di Leopoldo II
- Gran Croce dell'Ordine nazionale al merito
- Commendatore dell'Ordine al merito di Germania
- Cavaliere Gran Cordone dell'Ordine dell'Indipendenza
- Cavaliere Commendatore dell'Ordine militare e civile di Adolfo di Nassau
- Cavaliere Commendatore dell'Ordine della Corona
- Cavaliere Grand'Ufficiale dell'Ordine di Isabella la Cattolica
- Insignito della medaglia del 50º Compleanno di Re Carlo XVI